# All My Trials
All My Trials é uma das principais canções norte-americanas. É uma canção tradicional, de compositor desconhecido. Foi uma importante canção durante os protestos da década de 1950 e 1960 nos Estados Unidos. Essa obra foi uma das que serviram de base para An American Trilogy, adaptada por Mickey Newbury e interpretada por Elvis Presley. É classificada como uma canção do gênero folk.

## Letra
If religion was a thing that money could buy,
The rich would live and the poor would die.
All my trials, Lord, Will soon be over.
Bridge:
Too late my brothers,
Too late but never mind,
All my trials, Lord, Will soon be over.
Go to sleep, my little baby, and don't you cry,
Your daddy was born, just to live and die.
All my trials, Lord, Will soon be over.
Oh I have a little book that sets me free,
My bible, it spells "Liberty".
All my trials, Lord, Will soon be over.
Yes, a man was born to suffer agony,
His will to live Spells "Victory".
All my trials, Lord, Will soon be over.